# Sluňákov
Sluňákov je centrum environmentální výchovy, které zřídilo v roce 2006 jako obecně prospěšnou společnost Statutární město Olomouc. Jeho sídlem je nízkoenergetický dům v Horce nad Moravou. Název organizace je odvozen od označení celistvých křemenců – sluňáků.

## Historie
Vybudování ekologického centra v podobě nízkoenergetického domu navazuje na předchozí aktivity Sluňákova, především festivalu Ekologické dny Olomouc. Ten se od roku 1990 koná každoročně v dubnu a květnu jako kulturně-osvětová akce na podporu environmentální výchovy. Sluňákov dále dlouhodobě pořádá ekologické večery (od roku 1993), vzdělávací a osvětové programy pro školy a veřejnost (od roku 1994) a provozuje expozici pod širým nebem – přírodní galerii Dům přírody Litovelského Pomoraví.

## Poslání a mise
Ambicí organizace je vytvářet příležitosti k aktivnímu trávení času v přírodě, nabízet možnosti vnímat prostor různým způsobem a skrze tuto různorodost prohlubovat vztah k přírodě. Posláním organizace je nabídka a zprostředkování prožitků a poznání, které rozvíjejí uctivý vztah člověka k přírodě i k sobě samému. Misí je obnovování (a prohlubování) uvědomění úzkého sepětí lidí s přírodou a s krajinou, kterou obývají. Ředitel Michal Bartoš uvedl: „Smysl tohoto počínání vidím v tom, že lidé jsou přírodní bytosti, které jsou přirozeně vrostlé do živého světa a srostlé křehkým předivem vztahů se vším, co jej utváří.

## Činnost
Nejširší nabídku tvoří lektorská činnost pro děti předškolního a školního věku, pedagogy a veřejnost. Vedle toho jsou organizovány tematické besedy, komentované prohlídky v areálu i mimo areál, tábory, jedno i vícedenní výlety, tvořivé dílny a semináře profesního a osobnostně sociálního rozvoje.

### Environmentální vzdělávání, výchova a osvěta pro školy
V rámci environmentálního vzdělávání nabízí Sluňákov všem typům školských zařízení denní či vícedenní pobytové programy. Výuka je zajištěna zaměstnanci Sluňákova a externími lektory. Pro širokou veřejnost jsou v průběhu roku organizovány samostatné tematické akce (např. Dny Země), soutěže a kampaně (např. Olomouc třídí odpad). V září a únoru je pak pravidelně pořádán tematický den pro veřejnost.

### Ekologické dny Olomouc
Programově apolitický festival Ekologické dny Olomouc je environmentální vzdělávací a osvětová akce pro širokou veřejnost v České republice. Koná se pravidelně od roku 1990. Do roku 2019 byl pořádán na Horním náměstí v Olomouci, od roku 2020 probíhá přímo v centru Sluňákov v Horce nad Moravou. Hlavním záměrem festivalu je podpora a rozvoj dialogu ve společnosti a zvyšování informovanosti obecně. Cílem je budování povědomí o životním prostředí, jeho současném stavu, a udržitelném rozvoji, což je nezbytné při hledání environmentálně šetrných řešení společenských problémů. Festival tvoří cyklus pestrých aktivit propojující přírodu, humanitní vědy a umění. Tvoří jej víkendový blok besed, výstavy, výlety a vycházky s průvodcem. Festival je zakončen Ekojarmarkem s hudebním a divadelním doprovodným programem. Ročník 2022 se dočkal i internetového videozáznamu. Na festival navazuje celoroční besední program Ekologické večery. 

### Dům přírody Litovelského Pomoraví
Budova centra, navržená architektonickým studiem Projektil Architekti, je vystavěna z dřeva, betonu, skla, kamene a nepálených cihel. Využívá principů solární architektury, velké tloušťky izolací a větrání s rekuperací tepla. Za domem se nachází zásobník na dešťovou vodu, která je používána jako užitková v rámci provozu. Stavba je postavena na základě návrhu architektů Ondřeje Hofmeistera, Petra Leška, Romana Brychty a Adama Halíře a získala prestižní ocenění Grand Prix architektů 2007. Příběh vzniku nízkoenergetického domu a konceptu celého areálu líčí knižní monografie Ireny Hradecké a kolektivu - Neobyčejnost přirozenosti, Dům – krajina – lidé – Sluňákov – 1992 – 2012. 

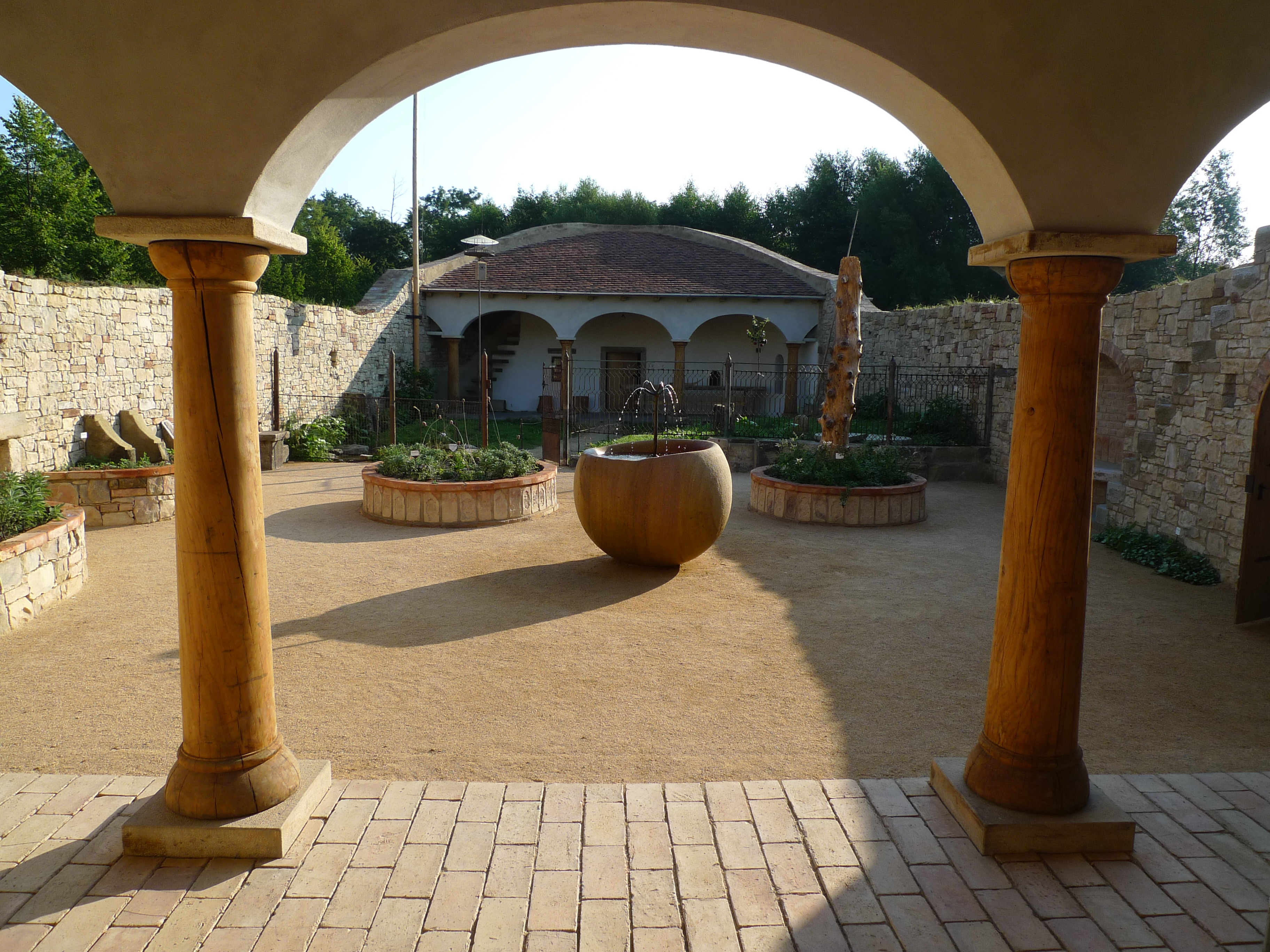
Rajská zahrada Františka Skály

Kromě vlastní budovy centra patří ke Sluňákovu 15 ha pozemků, na kterých byl za podpory Agentury ochrany přírody a krajiny České republiky vybudován Dům přírody Litovelského Pomoraví. Na původních polích zde vznikla neobvyklá venkovní expozice. Stavby a instalace v areálu galerie navrhli čeští výtvarníci (František Skála, Miloš Šejn, Miloslav Fekar a Marcel Hubáček). Díla přibližují krajinu lužních lesů kolem řeky Moravy, slouží k setkání člověka s přírodou a tím umocňují její vnímání prostřednictvím uměleckého díla.
Rajská zahrada rostlin a živočichů Františka Skály je místem určeným k rozjímání. Lesní chrám z dubových sloupů podle návrhu Miloslava Fekara je místem zasvěceným slunci a jeho putování po obloze. Miloslav Fekar je také autorem soustavy dřevěných dubových mostů tematicky zaměřených na pohyb poutníka krajinou a její vnímání lidskými smysly.  Sluneční hora Miloše Šejna je umělý krajinný útvar nabízející průnik do jejího nitra či vystoupání na travnatý vrchol. Ohniště Marcela Hubáčka tvoří postupně se zvyšující kamenná zeď ve tvaru spirály. Podle jeho návrhu byl vybudován i přístřešek pro keramické pece navržené archeologem Filipem Šrámkem. 

### Ocenění

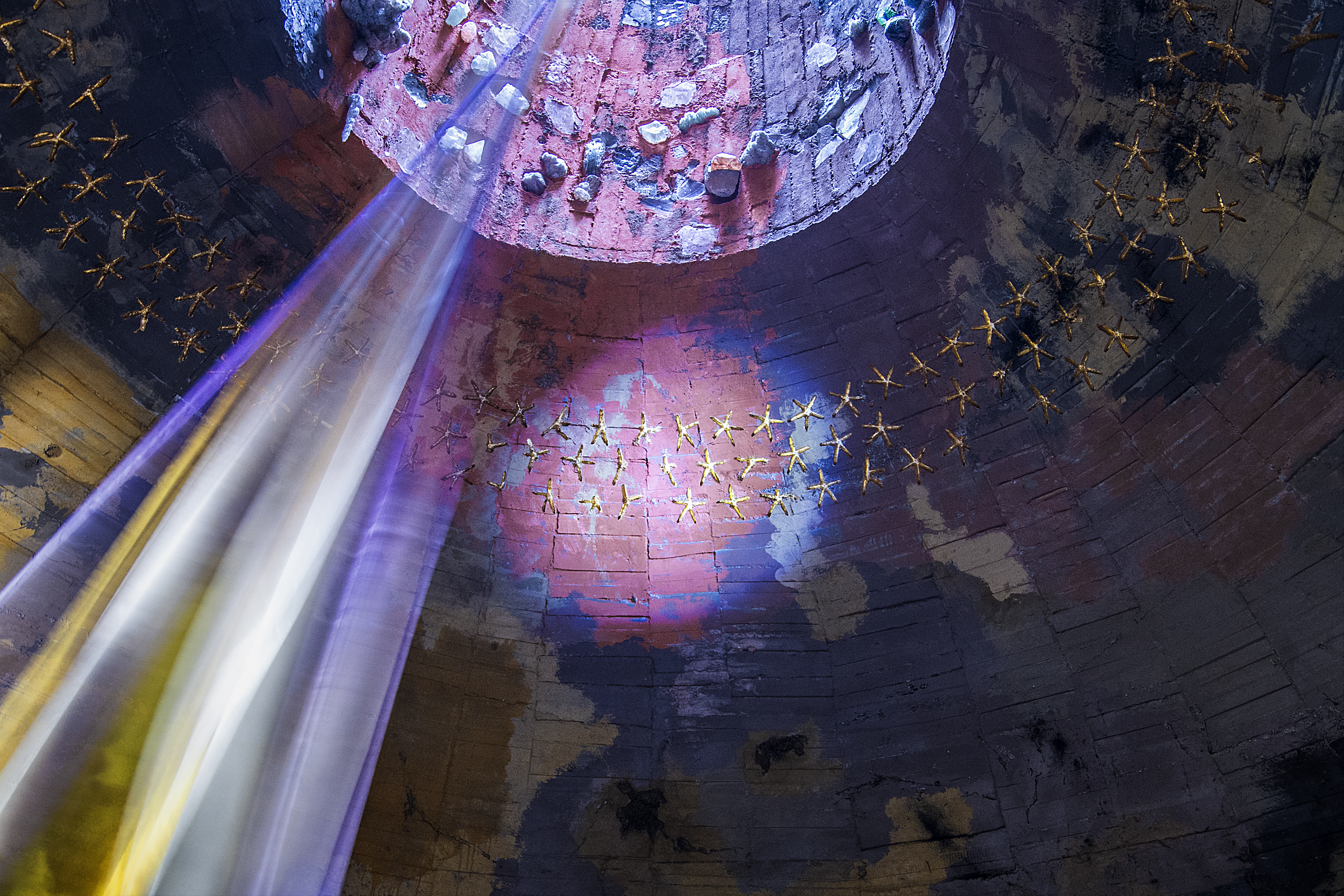
Sluneční hora M. Šejna

Areál je volně přístupný s možností půjčit si klíče od uzavřených objektů (Rajské zahrady a Sluneční hory). Dům přírody Litovelského Pomoraví získal Cenu města Olomouce za počin roku 2014 a Cenu Rudolfa Eitelbergera 2015 za zdařilou realizaci v oblasti architektury, urbanismu a péče o památky v Olomouci a Olomouckém kraji. 
Druhou vstupní bránou do CHKO a to od Litovle je Informační středisko CHKO Litovelské Pomoraví Šargoun. Nabízí interaktivní stůl a 3D dokument s informacemi o krajině a lidech v Litovelském Pomoraví. Dále je možné zhlédnout expozici o včelařství včetně historických ukázek a kopií historických úlů.

## Galerie

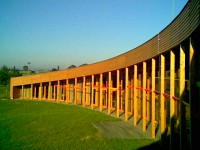
Budova centra Sluňákov
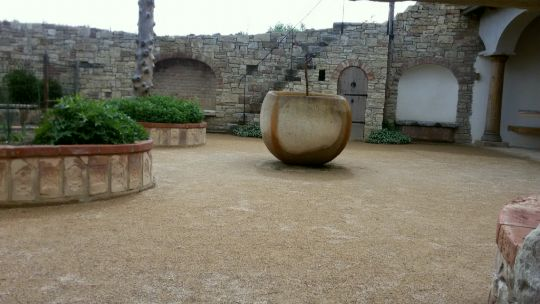
Interiér rajské zahrady
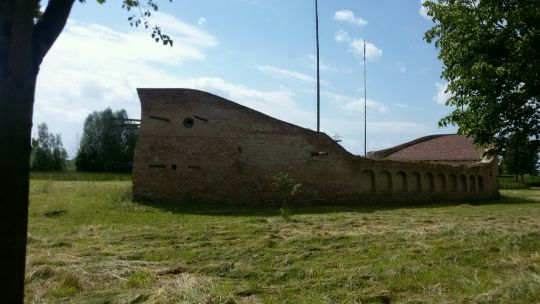
Rajská zahrada Františka Skály
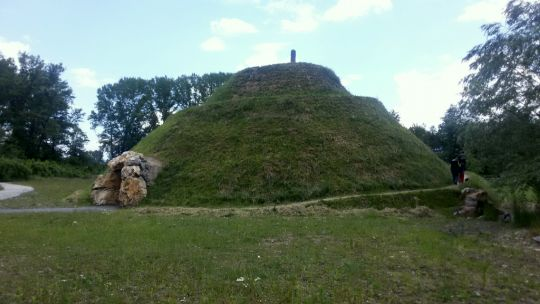
Sluneční hora
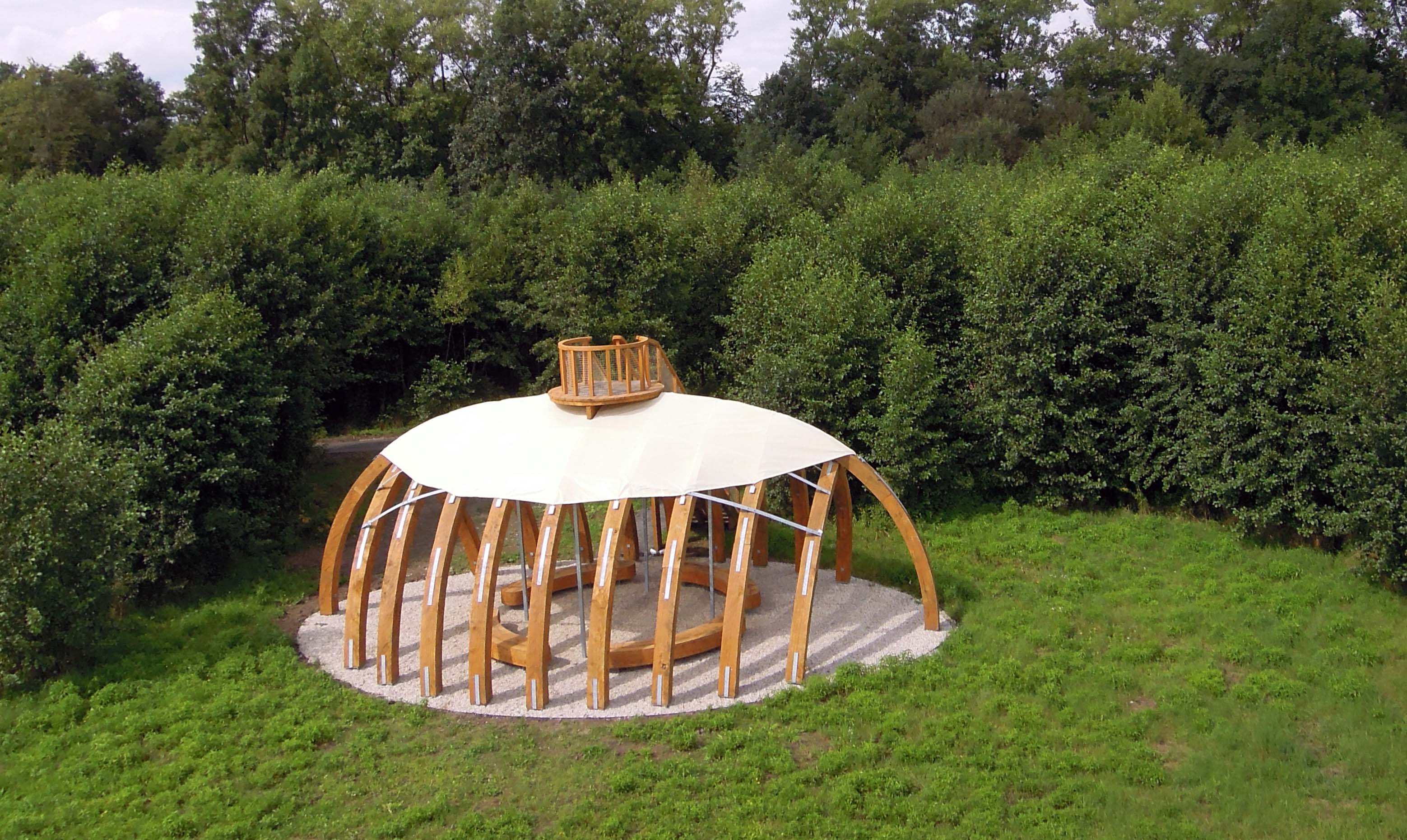
Lesní chrám